# Río Tacutu

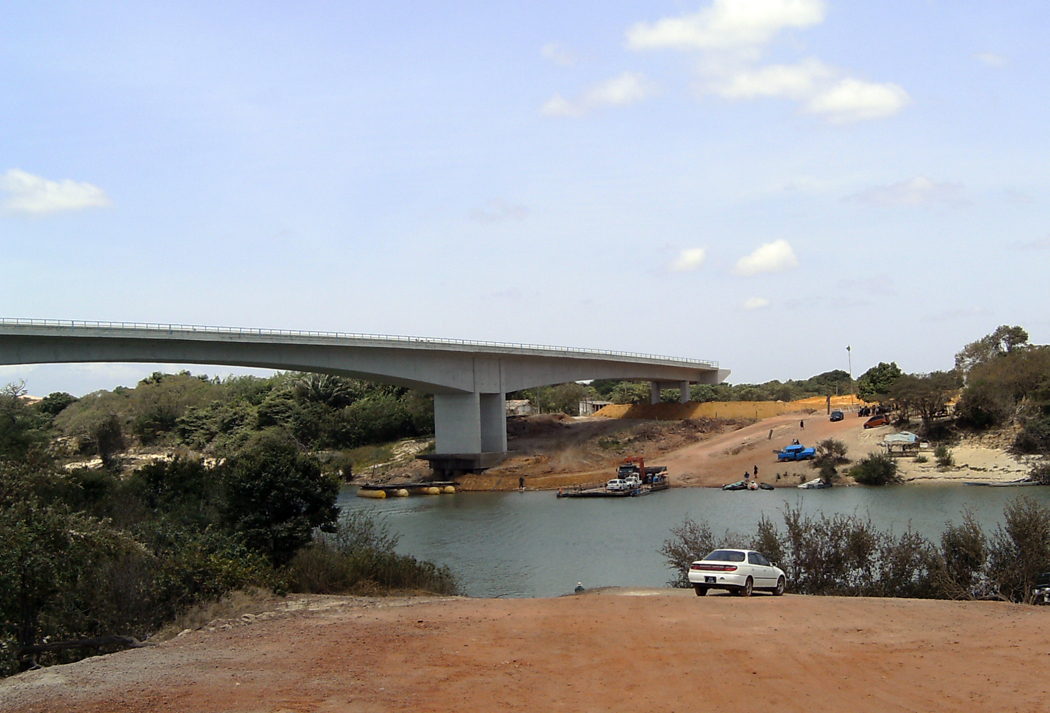
Puente internacional sobre el Tucutu entre Lethem (Guyana) y Bonfim (Brasil). (inaugurado en abril de 2008)

El río Tacutu (o también Takutu o Itacutu) es un río amazónico localizado en la frontera entre Guyana en la región del Alto Takutu-Alto Essequibo y el estado de Roraima, en Brasil.

## Geografía
El río Tacutu nace en la sierra de Acara, al sur de Guyana, cerca del nacimiento del río Esequibo. En un primer tramo de más de 200 km, forma la frontera natural entre Brasil y Guyana, discurriendo en dirección norte. En este tramo fronterizo baña las localidades de Alvim, Sauriwaunawa, Bonfim y Conceição de Mau, donde recibe a otro río fronterizo, el río Ireng (Maú). En ese punto, entre la sierra Kanuku, al sur, y la de Pacaraima, al norte, el río describe una gran curva, deja de ser frontera y se interna en el estado de Roraima, ya en dirección suroeste. Su curso bordea los territorios indígenas Raposa Serra do Sol y São Marcos y en este tramo recibe, por la derecha, el principal de sus afluentes, el río Sucumu (que tiene como afluente principal al río Cotingo). Desagua en la confluencia con el río Uraricoera, a unos 30 km al norte de Boa Vista, dando nacimiento al Río Branco.
El río Tacutu discurre en territorio brasileño por el municipio de Bonfim (8.095 km² y 13.220 hab. en 2006) y luego forma frontera con el de Normandía (6.967 km² y 7.403 hab. en 2008).
En 2008 se terminó de construir un puente internacional sobre el río Tacutu que une la población guyanesa de Lethem y la brasileña de Bonfim. Tiene 230 m de longitud y forma parte del trazado de la BR-401 (Boa Vista-Bonfim-Normandía), carretera federal brasileña del estado de Roraima.
- Datos: Q3176938
- Multimedia: Takutu River / Q3176938